# Литинка (Россия)
Литинка (Литовка) — упразднённый в 2005 году посёлок в Альшеевском районе Республики Башкортостан Российской Федерации. На год упразднения входил в состав Сараевского сельсовета. Опустел в 1970-х годах.  
Известна как малая родина выдающего советского российского археолога Анатолия Харитоновича Пшеничнюка.
Почтовый индекс 452134
Находился на р. Курсак, в 350 метрах от впадения ручья Белюковский.

Из его воспоминаний:

 Вспомнилась Литенка, где он родился и вырос, маленькая деревушка в четырнадцать дворов, основанная в Столыпинскую реформу украинскими переселенцами и бесследно исчезнувшая в 60-70-е с карты Аургазинского района.

Говорили, что башкирская Литенка — почти копия той, родной, что осталась под Винницей, да и называлась так же. Чистенькие беленые хаты, крытые соломой, палисаднички и сады, огороженные плетнем, мальвы, в которых неустанно копошатся бархатные шмели. Ребятишки, его друзья, и он сам, босиком бегущие в школу… Теперь там пустошь, одна лебеда, крапива да чертополох.— http://www.journal-ufa.ru/index.php?id=3898&num=164
Судя по этим данным, речь идет о селе на Украине Литинка (укр. Літинка), которая находится в Литинском районе Винницкой области.
Из источников 1920—1930-х известно следующее.
В 1926 году — деревня, входящая в Слаковскую волость Белебеевского кантона.
Преобладающая национальность — украинцы. Число верст до центра ВИКа (Слак) — 4. По переписи 1920 года в Литенке в 43 дворах проживало 237 человек — 114 мужчин, 123 женщины. В 1925 году число хозяйств — 39. (Населённые пункты Башкортостана…С.54)
М. И. Роднов (с. 41) приводит иные, более уточненные данные, по переписи 1920 года (подсчет по подворным карточкам) деревни Литовка:
| Национальность | Число хозяйств | Число жителей |
| -------------- | -------------- | ------------- |
| украинцы*      | 38             | 173           |
| русские        | 1              | 7             |
| поляки         | 1              | 4             |

В 1930-х Литинка входила в Белебеевский район. В это время в деревне раскулачена семья Андрейчуков (варианты фамилии: Андрийчук): Надежда Васильевна, Василий Николаевич
Закон Республики Башкортостан от 20 июля 2005 года, N 211-з «О внесении изменений в административно-территориальное устройство Республики Башкортостан в связи с образованием, объединением, упразднением и изменением статуса населённых пунктов, переносом административных центров», гласил:
п 4. Упразднить следующие населённые пункты:
1) в Альшеевском районе:
…
ж) посёлок Литинка Сараевского сельсовета